# The Briefs
I The Briefs sono un gruppo pop punk statunitense, formato da Daniel J. Travanti (chitarra, voce), Steve E. Nix (chitarra, voce), Lance Romance (basso, voce) e Chris Brief (batteria, voce) nel 2000 a Seattle, Washington. Lance Romance è stato sostituito nel 2004 da Steve Kicks.
Nel 2008 il gruppo si scioglie e Nix, Brief e Kicks andranno a formare i The Cute Lepers.

## Formazione
- Steve E. Nix - chitarra, voce
- Chris Brief - batteria, voce
- Steve Kicks - basso
- Daniel J. Travanti - chitarra, voce

### Componenti passati
- Lance Romance - basso, voce

## Discografia
- 2000 - Hit After Hit
- 2003 - Off the Charts
- 2004 - Sex Objects
- 2004 - Singles Only
- 2005 - Steal Yer Heart
- 2007 - The Greatest Story Ever Told:DVD & CD